# Министерства правительства Аргентины
В данной статье представлен список министерств Аргентины, главы которых входят в правительство страны, многие из этих ведомств находятся на территории федеральной столицы — города Буэнос-Айрес.
Каждое министерство возглавляет министр, который выбирается путём выборов или решение о назначении которого принимает президент Аргентины. В свою очередь, каждое министерство состоит из департаментов и отделов. Также, под эгидой министерств, находятся централизованные и независимые агентства и другие государственные органы.

## Список министерств Аргентины
| Министерство                                                           | Министр                | Фото | Дата назначения |
| ---------------------------------------------------------------------- | ---------------------- | ---- | --------------- |
| Глава Кабинета министров                                               | Николас Поссе          |      | 10 декабря 2023 |
| Министерство иностранных дел, международной торговли и вероисповедания | Диана Мондино          |      | 10 декабря 2023 |
| Министерство обороны                                                   | Луис Петри             |      | 10 декабря 2023 |
| Министерство внутренних дел                                            | Гильермо Франкос       |      | 10 декабря 2023 |
| Министерство безопасности                                              | Патрисия Буллрич       |      | 10 декабря 2023 |
| Министерство экономики                                                 | Луис Капуто            |      | 10 декабря 2023 |
| Министерство человеческого капитала                                    | Сандра Петтовельо      |      | 10 декабря 2023 |
| Министерство здравоохранения                                           | Марио Руссо            |      | 10 декабря 2023 |
| Министерство юстиции и прав человека                                   | Мариано Кунео Либарона |      | 10 декабря 2023 |